# Golczowice (powiat brzeski)
Golczowice (niem. Golschwitz, 1936–1945 Eichenried)– wieś w Polsce położona w województwie opolskim, w powiecie brzeskim, w gminie Lewin Brzeski.
W latach 1975–1998 miejscowość położona była w województwie opolskim.

## Historia
Wieś wzmiankowana po raz pierwszy w łacińskim dokumencie z 1223 roku wydanym przez biskupa wrocławskiego Lorenza gdzie zanotowana została w zlatynizowanej, staropolskiej formie „Golchevici”.
Od końca XVIII w. wieś posiadała własną pieczęć gminną, na której wizerunku przedstawiono serce w słup na murawie, z górnej części serca wyrastają trzy kwiaty (róże).